# Fabbrico
Fabbrico är en ort och kommun i provinsen Reggio Emilia i regionen Emilia-Romagna i Italien. Kommunen hade 6 627 invånare (2018).